# Loofbosschuinschild
De loofbosschuinschild (Trapezonotus dispar) is een wants uit de familie van de bodemwantsen (Lygaeidae). De soort werd het eerst wetenschappelijk beschreven door Carl Stål in 1872.

## Uiterlijk
De bodemwants is soms langvleugelig (macropteer) en soms kortvleugelig (brachypteer) en kan 4.5 tot 5.5 mm lang worden. De langvleugelige varianten zijn meestal vrouwtjes, bij de kortvleugelige vormen zijn meestal twee of drie achterlijfsegmenten niet bedekt door de vleugels. De kop, het scutellum en het begin van het halsschild zijn grijszwart. Het halsschild is trapeziumvormig met een bruine achterrand en bruinzwarte putjes. Het bruine doorzichtige gedeelte van de voorvleugels heeft witte aders, het hoornachtige gedeelte van de voorvleugels heeft een donkerbruine vlek. Van de pootjes zijn de uiteinden van de achterschenen geelrood, bij de mannetjes zijn de voorpoten geelrood. De antennes zijn zwart, bij de mannetjes is het eerste segment geelbruin. 
De Trapezonotus-soorten in Nederland zijn soms moeilijk uit elkaar te houden, de loofbosschuinschild lijkt op de zandschuinschild (Trapezonotus arenarius), die heeft echter volledig zwarte achterpoten. De soort kan ook verward worden met de heideschuinschild (Trapezonotus desertus), die leeft echter in lichte dennebossen en heidegebieden en heeft lichtbruine middenschenen.

## Leefwijze
De bodemwants overleeft de winter als volwassen dier en er is een enkele generatie per jaar. De nieuwe generatie volwassen wantsen verschijnt midden juli. Ze leven in matig vochtige gebieden aan de rand van loofbossen, vaak onder dood hout. Ze zuigen aan zaden op de grond en klimmen op warme dagen ook in planten.

## Leefgebied
De soort is algemeen in Nederland. Het verspreidingsgebied strekt zich uit van Midden- en Zuid-Europa en Noord-Afrika naar het oosten tot in Klein-Azië en de Kaukasus.